# تشوه يد القرد

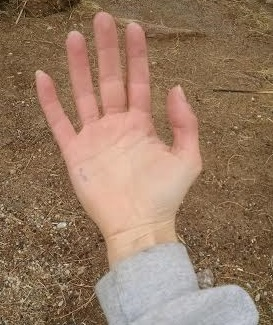
تشوه يد القرد

تشوه يد القرد هو حالة مرضية يفقد فيها الإنسان القدرة على تحريك الإبهام بعيدًا عن باقي الأصابع، ويُقصد بذلك عدم القدرة على تبعيد الإبهام،. أي تحريكه بزاوية قائمة على سطح راحة اليد. أما حركة المقابلة فهي تعني قدرة الإبهام على التحرك بحيث يلامس طرفه رأس الإصبع الخامس. في حالة وضع اليد وراحة الكف متجهة للأعلى، فإن الشخص المصاب لا يستطيع جعل الإبهام يشير نحو السماء.
ينتج هذا التشوه عن إصابة الجزء البعيد من العصب المتوسط، مما يؤدي إلى فقدان وظيفة عضلة مقابلة الإبهام. ويُطلق على هذه الإصابة أحيانًا "إصابة مخلب العصب المتوسط". ومن الجدير بالذكر أن تسمية "يد القرد" قد تكون مضللة، حيث إن بعض أنواع القردة تمتلك بالفعل إبهامًا قابلاً للمقابلة.[بحاجة لمصدر]
قد تحدث عند إصابة العصب المتوسط عند مستوى المرفق أو الرسغ، مما يؤدي إلى ضعف أو شلل في عضلات الإبهام (العضلات السلامية)، وخاصة عضلة مقابلة الإبهام.
ويُعد تشوه يد القرد أحد مظاهر شلل العصب المتوسط، والذي غالبًا ما يكون ناتجًا عن إصابات عميقة في الذراع أو الساعد أو منطقة الرسغ.[بحاجة لمصدر]

## صور إضافية

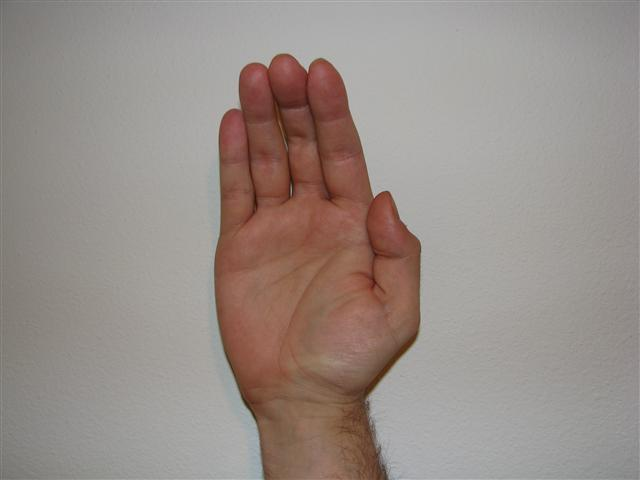
تشوه يد القرد يحدث نتيجة إصابات في العصب المتوسط والعصب الزندي.
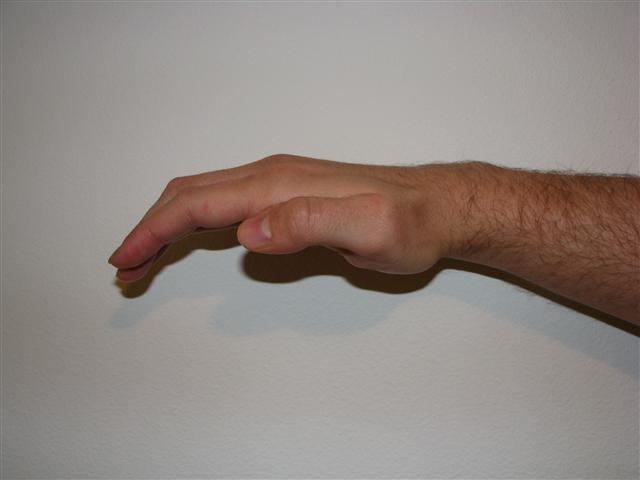
تشوه يد القرد.